# Enzo Jannacci
Vincenzo Jannacci (Milão, 3 de junho de 1935 — Milão, 29 de março de 2013), mais conhecido pelo nome artístico de Enzo Jannacci, foi um cantor e compositor italiano, considerado entre os mais importantes do cenário musical italiano pós-guerra.

## Biografia
Enzo Jannacci nasceu em Milão, na região de Lombardia, em 3 de junho de 1935. O pai, que se chamava Giuseppe, era um oficial da Força Aérea Italiana e trabalhou no aeroporto Forlanini; ele participou da Resistência, e suas histórias inspiraram canções como El portava i scarp del tennis, Sei minuti all'alba e La sera che partì mio padre. A mãe, se chamava Maria Mussi.
Em 1967, ele se formou em medicina na Universidade de Milão.
Participou de quatro edições do Festival de Sanremo:
- 1989 - Se me lo dicevi prima
- 1991 - La fotografia
- 1994 - I soliti accordi
- 1998 - Quando un musicista ride

Já doente há tempo, faleceu no dia 29 de março de 2013 na Clinica Columbus em Milão, quando tinha 77 anos de idade.

## Discografia
- 1964 – La Milano di Enzo Jannacci (Jolly LPJ 5037)
- 1965 – Enzo Jannacci in teatro (ao vivo, Jolly LPJ 5043)
- 1966 – Sei minuti all'alba (Jolly LPJ 5071)
- 1968 – Vengo anch'io. No, tu no (ARC ALPS 11007)
- 1968 – Le canzoni di Enzo Jannacci (Dischi Ricordi MRP 9050
- 1970 – La mia gente (ARC ALPS 11021)
- 1972 – Giorgio Gaber e Enzo Jannacci (Family)
- 1972 – Jannacci Enzo (RCA Italiana, PSL 10539)
- 1975 – Quelli che... (Ultima Spiaggia, ZLUS 55180)
- 1976 – O vivere o ridere (Ultima Spiaggia, ZLUS 55189)
- 1977 – Secondo te...Che gusto c'è? (Ultima Spiaggia, ZPLS 34027)
- 1979 – Fotoricordo (Ultima Spiaggia, ZPLS 34075)
- 1980 – Ci vuole orecchio (Dischi Ricordi SMRL 6266)
- 1980 – Nuove registrazioni (Dischi Ricordi-Orizzonte ORL 8430)
- 1981 – E allora...Concerto (Dischi Ricordi SMRL 6282)
- 1983 – Discogreve (Dischi Ricordi SMRL 6302)
- 1983 – Ja-Ga Brothers (CGD)
- 1985 – L'importante (DDD)
- 1987 – Parlare con i limoni (DDD)
- 1989 – Se me lo dicevi prima e altri successi (DDD)
- 1989 – 30 anni senza andare fuori tempo (álbum ao vivo, DDD)
- 1991 – Guarda la fotografia (DDD)
- 1994 – I soliti accordi (DDD)
- 1998 – Quando un musicista ride
- 2001 – Come gli aeroplani
- 2003 – L'uomo a metà
- 2005 – Milano 3 June 2005
- 2006 – The Best 2006
- 2013 - L'artista

## Filmografia
- 1964 – La vita agra
- 1967 – Quando dico che ti amo
- 1970 – Le coppie
- 1972 – L'udienza
- 1982 – Il mondo nuovo

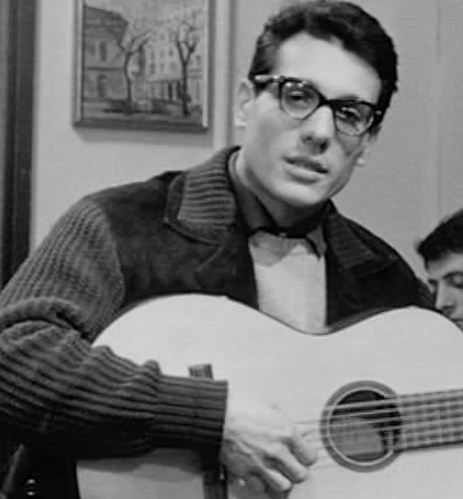
Enzo Jannacci no filme La vita agra (1964).

- 1983 – Scherzo del destino in agguato dietro l'angolo come un brigante da strada
- 1997 – Figurine
- 2010 – La bellezza del somaro